# Il ritorno di Perry Mason
Il ritorno di Perry Mason (Perry Mason Returns), è un film per la televisione del 1985, diretto dal regista Ron Satlof.

## Trama
Della Street è l'efficiente segretaria del signor Gordon, un ricco uomo d'affari. Nella sua carriera, Gordon si è fatto moltissimi nemici e anche i suoi familiari non lo amano. Quando viene trovato morto, un testimone dichiara di aver visto una donna allontanarsi dalla scena del delitto e questa persona viene identificata in Della Street. La donna, disorientata, non sapendo a chi rivolgersi, chiede aiuto al suo vecchio datore di lavoro: Perry Mason, nel frattempo diventato giudice della Corte Suprema. 
Perry lascia la toga e torna a vestire i panni dell'infallibile avvocato per aiutare la sua vecchia amica e segretaria Della. I due però hanno bisogno di un ulteriore aiuto e lo trovano in Paul Drake Jr. figlio del defunto Paul Drake, il fidato investigatore privato. Anche Paul Jr. riesce a trovare una serie di indizi utili alla difesa, ma sarà Perry Mason a mettere insieme tutti i pezzi, salvando Della e smascherando il colpevole in tribunale.

## Curiosità
- L'attore che interpretava Paul Drake nella serie televisiva del 1957-1966, William Hopper, era morto nel 1970 e per ricreare l'intesa del trio della serie originale si è pensato a un figlio: Paul Drake Jr. il quale è interpretato da William Katt.
- William Katt nella vita reale è il figlio di Barbara Hale, che nel film interpreta Della Street.
- Il film per la TV ebbe una nomination agli Edgar Allan Poe Awards nel 1986.